# Indonesia Open 2006
Die Indonesia Open 2006 waren eines der Top-10-Turniere im Badminton in Asien. Sie fanden vom 31. Mai bis 4. Juni in Surabaya statt. Das Preisgeld betrug 250.000 US$.

## Sieger und Platzierte
| Disziplin    | Gold                       | Silber                        | Bronze                                          |
| ------------ | -------------------------- | ----------------------------- | ----------------------------------------------- |
| Herreneinzel | Taufik Hidayat             | Bao Chunlai                   | Chen Yu                                         |
| Herreneinzel | Taufik Hidayat             | Bao Chunlai                   | Qiu Yanbo                                       |
| Dameneinzel  | Zhu Lin                    | Lu Lan                        | Jun Jae-youn                                    |
| Dameneinzel  | Zhu Lin                    | Lu Lan                        | Pi Hongyan                                      |
| Herrendoppel | Tony Gunawan Candra Wijaya | Markis Kido Hendra Setiawan   | Alvent Yulianto Luluk Hadiyanto                 |
| Herrendoppel | Tony Gunawan Candra Wijaya | Markis Kido Hendra Setiawan   | Jung Jae-sung Lee Yong-dae                      |
| Damendoppel  | Wei Yili Zhang Yawen       | Yang Wei Zhang Jiewen         | Zhang Dan Zhao Tingting                         |
| Damendoppel  | Wei Yili Zhang Yawen       | Yang Wei Zhang Jiewen         | Sathinee Chankrachangwong Saralee Thungthongkam |
| Mixed        | Xie Zhongbo Zhang Yawen    | Nova Widianto Liliyana Natsir | Lee Jae-jin Lee Hyo-jung                        |
| Mixed        | Xie Zhongbo Zhang Yawen    | Nova Widianto Liliyana Natsir | Sudket Prapakamol Saralee Thungthongkam         |

## Finalresultate
| Disziplin    | Sieger                     | Finalist                      | Ergebnis     |
| ------------ | -------------------------- | ----------------------------- | ------------ |
| Herreneinzel | Taufik Hidayat             | Bao Chunlai                   | 21–18, 21–17 |
| Dameneinzel  | Zhu Lin                    | Lu Lan                        | 21–11, 21–16 |
| Herrendoppel | Tony Gunawan Candra Wijaya | Markis Kido Hendra Setiawan   | 21–11, 21–16 |
| Damendoppel  | Zhang Yawen Wei Yili       | Yang Wei Zhang Jiewen         | 21-13, 21-13 |
| Mixed        | Xie Zhongbo Zhang Yawen    | Nova Widianto Liliyana Natsir | 21–19, 21–15 |

## Herreneinzel

### Qualifikation
- Adnan Fauzi –  Chin Sheng-ming: 21-15 / 21-19
- Dionysius Hayom Rumbaka –  M. Assofi: 21-11 / 21-9
- Ferdy Wijaya –  Ryohe Bagja: 21-7 / 21-12
- Sakti Kusuma –  Suprapto: 21-15 / 21-12
- Hwang Jung-woon –  Bandar Sigit Pamungkas: 20-22 / 21-16 / 21-19
- Setyo Widiharto –  Faldi Akbar: 21-18 / 21-13
- Agung Susilo –  Didik Aryanto: 21-15 / 21-13
- Taufiq Hidayat Akbar –  M. Andrian: 21-12 / 21-9
- Indra Bagus Ade Chandra –  Endra Kurniawan: 18-21 / 21-8 / 23-21
- Reony Mainaky –  Anggi Sepdianto: 21-10 / 21-12
- Sava M. Eko –  Aulia Muhammad: 21-10 / 21-10
- Achmad Rivai –  Nugroho Andi Saputro: 21-15 / 21-15
- Ari Yuli Wahyu Hartanto –  Koichi Saeki: 21-13 / 19-21 / 21-14
- Hirwan Alfiansyah –  Muhammad Bayu Khutami: 21-11 / 21-6
- Faizal Rahman –  Alter Talaway: 21-10 / 21-19
- Farhad –  Rezandra Putra Hardita: 21-15 / 21-12
- Marcelino Yusuf –  James Chua: w.o.
- Andi Hartono –  Hendra Lalu: 21-19 / 21-17
- Agus Setiawan –  Ahmad Fauzan: 21-16 / 21-12
- Yudhi Permana –  Ridho Akbar: w.o.
- Nyoman –  Muhammad Fadli: 25-23 / 21-16
- Nguyễn Hoàng Nam –  Ronald Sou: 21-15 / 21-12
- Leonard Holvy de Pauw –  Arif Nandang Saputra: 21-10 / 21-12
- Komang Agus Budhi –  Pieter Limanto: 17-21 / 21-15 / 21-14
- Huỳnh Trí Thịnh –  Pardi Husein: 21-10 / 21-14
- Wisnu Haryo Putro –  Prasetyo Yogi: 21-11 / 21-11
- Aditya Arifin –  Gde Yaskurata: 21-15 / 21-17
- J. B. S. Vidyadhar –  Ferdinan Satrio: 21-15 / 21-10
- Adnan Fauzi –  Dionysius Hayom Rumbaka: 21-9 / 21-19
- Sakti Kusuma –  Ferdy Wijaya: 21-19 / 21-15
- Hwang Jung-woon –  Setyo Widiharto: 21-7 / 21-10
- Taufiq Hidayat Akbar –  Agung Susilo: 21-8 / 21-14
- Reony Mainaky –  Indra Bagus Ade Chandra: 21-15 / 21-19
- Achmad Rivai –  Sava M. Eko: 21-11 / 21-18
- Ari Yuli Wahyu Hartanto –  Hirwan Alfiansyah: 21-9 / 21-5
- Farhad –  Faizal Rahman: 21-10 / 21-14
- Leon Hew –  Marcelino Yusuf: w.o.
- Andi Hartono –  Agus Setiawan: 10-21 / 21-16 / 21-15
- Sigit Wahyudi –  Yudhi Permana: w.o.
- Nyoman –  Nguyễn Hoàng Nam: 21-18 / 21-15
- Rohan Castelino –  Leonard Holvy de Pauw: 9-21 / 21-8 / 22-20
- Komang Agus Budhi  –  Huỳnh Trí Thịnh: 21-18 / 21-13
- Andreas Adityawarman –  Wisnu Haryo Putro: 21-18 / 21-15
- J. B. S. Vidyadhar –  Aditya Arifin: 21-12 / 21-7
- Adnan Fauzi –  Sakti Kusuma: 21-9 / 21-10
- Taufiq Hidayat Akbar –  Hwang Jung-woon: 16-21 / 21-17 / 21-16
- Achmad Rivai –  Reony Mainaky: 21-10 / 21-11
- Ari Yuli Wahyu Hartanto –  Farhad: 21-17 / 21-14
- Andi Hartono –  Marcelino Yusuf: 21-14 / 21-14
- Sigit Wahyudi –  Nyoman: 21-8 / 21-6
- Rohan Castelino –  Komang Agus Budhi: w.o.
- Andreas Adityawarman –  J. B. S. Vidyadhar: 21-16 / 4-21 / 21-17

### Hauptrunde
- Lee Chong Wei –  Chen Chih-hao: 21-7 / 21-5
- Alamsyah Yunus –  Yohannes Hogianto: 18-21 / 21-14 / 21-12
- Chen Yu  –  Poompat Sapkulchananart: 21-14 / 21-12
- Adnan Fauzi –  Anand Pawar: 21-23 / 21-16 / 21-15
- Ng Wei –  Eko Sartono Pranoto: 21-14 / 21-19
- Jürgen Koch –  Jeffer Rosobin: 21-19 / 18-21 / 21-19
- Eric Pang –  Taufiq Hidayat Akbar: 21-17 / 19-21 / 21-9
- Dharma Gunawi –  Marcus Jansson: 21-17 / 14-21 / 21-10
- Kenneth Jonassen –  Liao Sheng-shiun: 21-15 / 12-21 / 21-13
- Yeoh Kay Bin –  Budi Santoso: 15-21 / 21-17 / 21-19
- Lu Yi –  Chetan Anand: 21-12 / 15-21 / 21-17
- Lee Cheol-ho –  Stenny Kusuma: 21-15 / 21-19
- Taufik Hidayat –  Agus Hariyanto: 21-14 / 23-21
- Peerasak Wiriyaphadungphong –  Achmad Rivai: 15-21 / 21-16 / 21-14
- Björn Joppien –  Khrishnan Yogendran: 21-11 / 21-10
- Sho Sasaki –  Ari Yuli Wahyu Hartanto: 20-22 / 21-17 / 21-11
- Hsieh Yu-hsing –  Jean-Michel Lefort: 21-15 / 21-11
- Simon Santoso –  Arvind Bhat: 21-19 / 21-18
- Chan Yan Kit –  Hendri Winarto: 21-12 / 21-18
- Boonsak Ponsana –  Pei Wee Chung: 21-14 / 21-7
- Andre Kurniawan Tedjono –  Vidre Wibowo: 13-21 / 21-17 / 21-11
- Przemysław Wacha –  Andi Hartono: 21-18 / 21-9
- Yuichi Ikeda –  Markus Wijanu: 22-20 / 21-12
- Bao Chunlai –  Yong Yudianto: 21-17 / 21-8
- Bo Rafn –  Lutfi Hasan: 21-17 / 21-11
- Anup Sridhar –  Shoji Sato: 22-20 / 17-21 / 21-19
- Sairul Amar Ayob –  Rohan Castelino: 21-17 / 21-19
- Qiu Yanbo –  Sony Dwi Kuncoro: w.o.
- Tommy Sugiarto –  Lee Tsuen Seng: 21-11 / 21-12
- Andrew Smith –  Erwin Djohan: 21-17 / 21-15
- Kashyap Parupalli –  Marleve Mainaky: 23-21 / 21-7
- Lee Hyun-il –  Andreas Adityawarman: 21-19 / 9-21 / 21-16
- Lee Chong Wei –  Alamsyah Yunus: 21-14 / 21-17
- Chen Yu  –  Adnan Fauzi: 21-8 / 21-15
- Ng Wei –  Jürgen Koch: 21-17 / 17-21 / 21-16
- Eric Pang –  Dharma Gunawi: 21-17 / 21-9
- Kenneth Jonassen –  Yeoh Kay Bin: 21-12 / 21-5
- Lu Yi –  Lee Cheol-ho: 21-10 / 21-12
- Taufik Hidayat –  Peerasak Wiriyaphadungphong: 21-15 / 21-14
- Björn Joppien –  Sho Sasaki: 21-16 / 21-17
- Simon Santoso –  Hsieh Yu-hsing: 21-14 / 21-10
- Boonsak Ponsana –  Chan Yan Kit: 22-20 / 26-24
- Przemysław Wacha –  Andre Kurniawan Tedjono: 21-18 / 21-11
- Bao Chunlai –  Yuichi Ikeda: 21-11 / 21-18
- Anup Sridhar –  Bo Rafn: 21-10 / 21-12
- Qiu Yanbo –  Sairul Amar Ayob: 21-12 / 23-21
- Tommy Sugiarto –  Andrew Smith: 26-24 / 21-14
- Lee Hyun-il –  Kashyap Parupalli: 21-15 / 21-12
- Chen Yu  –  Lee Chong Wei: 23-21 / 21-16
- Eric Pang –  Ng Wei: 21-13 / 21-19
- Kenneth Jonassen –  Lu Yi: 21-18 / 21-18
- Taufik Hidayat –  Björn Joppien: 21-15 / 21-18
- Simon Santoso –  Boonsak Ponsana: 21-12 / 18-21 / 21-14
- Bao Chunlai –  Przemysław Wacha: 21-11 / 21-11
- Qiu Yanbo –  Anup Sridhar: 21-15 / 21-19
- Lee Hyun-il –  Tommy Sugiarto: 21-16 / 21-11

### Endrunde
|  | Viertelfinale | Viertelfinale    | Viertelfinale  | Viertelfinale | Viertelfinale |    |             | Halbfinale     | Halbfinale | Halbfinale | Halbfinale | Halbfinale |  |  | Finale | Finale | Finale | Finale | Finale |
|  |               |                  |                |               |               |    |             |                |            |            |            |            |  |  |        |        |        |        |        |
|  | 9/16          | Chen Yu          | 21             | 19            | 21            |    |             |                |            |            |            |            |  |  |        |        |        |        |        |
|  | 9/16          | Eric Pang        | 11             | 21            | 15            |    |             |                |            |            |            |            |  |  |        |        |        |        |        |
|  | 9/16          | Eric Pang        | 11             | 21            | 15            |    | Chen Yu     | 21             | 17         | 16         |            |            |  |  |        |        |        |        |        |
|  |               |                  |                |               |               |    | Chen Yu     | 21             | 17         | 16         |            |            |  |  |        |        |        |        |        |
|  |               |                  | Taufik Hidayat | 19            | 21            | 21 |             |                |            |            |            |            |  |  |        |        |        |        |        |
|  | 3/4           | Kenneth Jonassen | Taufik Hidayat | 19            | 21            | 21 | 19          | 19             |            |            |            |            |  |  |        |        |        |        |        |
|  | 3/4           | Kenneth Jonassen |                |               |               |    |             | 19             |            |            |            |            |  |  |        |        |        |        |        |
|  | 5/8           | Taufik Hidayat   | 21             | 21            |               |    |             |                |            |            |            |            |  |  |        |        |        |        |        |
|  |               |                  |                |               |               |    |             | Taufik Hidayat | 21         | 21         |            |            |  |  |        |        |        |        |        |
|  |               |                  | Bao Chunlai    | 18            | 19            |    |             |                |            |            |            |            |  |  |        |        |        |        |        |
|  | 9/16          | Simon Santoso    | 11             | 21            | 20            |    |             |                |            |            |            |            |  |  |        |        |        |        |        |
|  | 3/4           | Bao Chunlai      | 21             | 13            | 22            |    |             |                |            |            |            |            |  |  |        |        |        |        |        |
|  | 3/4           | Bao Chunlai      | 21             | 13            | 22            |    | Bao Chunlai | 21             | 21         |            |            |            |  |  |        |        |        |        |        |
|  |               |                  |                |               |               |    | Bao Chunlai | 21             | 21         |            |            |            |  |  |        |        |        |        |        |
|  |               |                  | Qiu Yanbo      | 16            | 13            |    |             |                |            |            |            |            |  |  |        |        |        |        |        |
|  |               | Qiu Yanbo        | Qiu Yanbo      | 16            | 13            | wo | wo          |                |            |            |            |            |  |  |        |        |        |        |        |
|  |               |                  |                |               |               | wo | wo          |                |            |            |            |            |  |  |        |        |        |        |        |
|  | 2             | Lee Hyun-il      |                |               |               |    |             |                |            |            |            |            |  |  |        |        |        |        |        |

## Dameneinzel

### Qualifikation
- Soratja Chansrisukot –  Maria Elfira Christina: 21-12 / 21-7
- Doda Yunaida –  Della Destiara Haris: 24-22 / 17-21 / 21-19
- Holly Yosiana –  Sylvinna Kurniawan: 21-16 / 7-21 / 21-8
- Weny Rasidi –  V. Ruth Misha: 15-21 / 21-8 / 21-18
- Chen Li –  Aditi Mutatkar: 21-10 / 21-10
- Melicia Kurniawan –  Kadambari Chheda: 21-18 / 21-11
- Febby Angguni –  Marisa Juventia: 22-20 / 21-11
- Diana Dimova –  Rosaria Yusfin Pungkasari: 21-16 / 21-16
- Fransisca Ratnasari –  Wong Miew Kheng: w.o.
- Maria Febe Kusumastuti –  Risa Bbj Ramadana: 21-15 / 21-11
- Elvina –  Rona Juwita Sari: 21-9 / 21-5
- Jun Jae-youn –  Yoshimi Hataya: 21-18 / 21-10
- Atu Rosalina –  Yang Hui-ying: 21-13 / 21-9
- Jwala Gutta –  Ratih Asri Puspitasari: 21-9 / 19-21 / 21-9
- Rhany Christina Sanusi –  Pande Dwi Saptuari: 21-8 / 21-9
- Silvi Antarini –  Nining Kustiyaningsih: 21-10 / 21-11
- Adriyanti Firdasari –  Variella Aprilsasi Putri Lejarsari: 21-8 / 21-9
- Ratih Rahmayati –  Tran Ngoc Bich Ly: 21-14 / 21-19
- Sitee Phuksapaisalsilp –  Dayinta Kurina: 21-16 / 21-12
- Zhang Beiwen –  Ike Wulansari: 21-9 / 21-13
- Saina Nehwal –  Fiona McKee: w.o.
- Yuan Kartika Putri –  Cisita Joity Jansen: 20-22 / 21-11 / 21-7
- Teguh Yunita –  Yessy As: 21-17 / 22-20
- Pai Hsiao-ma –  Yuni Nike Sayekthi: 21-16 / 21-9
- Huang Chia-hsin –  Aurien Budiono: 21-8 / 21-13
- Bellaetrix Manuputty –  Fitria Firdaus: 21-7 / 21-9
- Adriani Ratnasari –  Putu Rusmiati: 21-4 / 21-2
- Gu Juan –  Febby Tri Pertiwi: 21-6 / 21-8
- Pia Zebadiah –  Resti Amalia Nova: 21-10 / 21-13
- Aprilia Yuswandari –  Sayali Gokhale: 18-21 / 21-17 / 21-18
- Nining Purwaningsih –  Maya Rosita: 21-19 / 10-21 / 21-18
- Lee Seung-ah –  Maya Oktavia: 21-10 / 21-13
- Soratja Chansrisukot –  Doda Yunaida: 21-13 / 21-10
- Weny Rasidi –  Holly Yosiana: 21-16 / 21-19
- Chen Li –  Melicia Kurniawan: 21-14 / 21-8
- Febby Angguni –  Diana Dimova: 21-13 / 21-23 / 21-12
- Fransisca Ratnasari –  Maria Febe Kusumastuti: 21-9 / 21-17
- Jun Jae-youn –  Elvina: 21-15 / 21-8
- Atu Rosalina –  Jwala Gutta: 21-13 / 21-16
- Silvi Antarini –  Rhany Christina Sanusi: 21-10 / 21-13
- Adriyanti Firdasari –  Ratih Rahmayati: 21-10 / 21-10
- Sitee Phuksapaisalsilp –  Zhang Beiwen: 21-18 / 19-21 / 21-12
- Yuan Kartika Putri –  Saina Nehwal: 21-17 / 23-21
- Pai Hsiao-ma –  Teguh Yunita: 21-18 / 21-14
- Huang Chia-hsin –  Bellaetrix Manuputty: 18-21 / 21-18 / 21-7
- Gu Juan –  Adriani Ratnasari: 21-10 / 21-9
- Aprilia Yuswandari –  Pia Zebadiah: 18-21 / 21-12 / 22-20
- Lee Seung-ah –  Nining Purwaningsih: 21-7 / 21-7
- Soratja Chansrisukot –  Weny Rasidi: 21-17 / 21-16
- Chen Li –  Febby Angguni: 21-3 / 21-13
- Jun Jae-youn –  Fransisca Ratnasari: 16-21 / 21-19 / 21-18
- Atu Rosalina –  Silvi Antarini: 12-21 / 21-18 / 21-18
- Adriyanti Firdasari –  Sitee Phuksapaisalsilp: 21-11 / 21-9
- Pai Hsiao-ma –  Yuan Kartika Putri: 22-20 / 21-18
- Gu Juan –  Huang Chia-hsin: 10-21 / 21-18 / 23-21
- Aprilia Yuswandari –  Lee Seung-ah: 9-21 / 21-17 / 21-19

### Hauptrunde
- Wang Chen –  Soratja Chansrisukot: 21-11 / 21-7
- Chen Li –  Simone Prutsch: 21-6 / 21-11
- Jun Jae-youn –  Kaori Mori: 21-18 / 15-21 / 21-11
- Agnese Allegrini –  Charmaine Reid: 21-17 / 21-16
- Mia Audina –  Atu Rosalina: 21-11 / 21-19
- Kanako Yonekura –  Molthila Kitjanon: 21-18 / 21-17
- Hwang Hye-youn –  Cheng Shao-chieh: 25-23 / 21-17
- Zhu Lin –  Adriyanti Firdasari: 21-11 / 21-12
- Jang Soo-young –  Yu Hirayama: 21-6 / 21-11
- Petya Nedelcheva –  Yao Jie: 21-17 / 21-18
- Yip Pui Yin –  Salakjit Ponsana: 21-11 / 21-14
- Pi Hongyan –  Pai Hsiao-ma: 21-9 / 21-8
- Eriko Hirose –  Gu Juan: 21-16 / 21-12
- Lu Lan –  Wong Mew Choo: w.o.
- Maria Kristin Yulianti –  Anna Rice: 21-9 / 21-19
- Xu Huaiwen –  Aprilia Yuswandari: 21-10 / 21-15
- Wang Chen –  Chen Li: 6-21 / 21-12 / 21-12
- Jun Jae-youn –  Agnese Allegrini: 21-13 / 21-19
- Kanako Yonekura –  Mia Audina: 21-13 / 21-17
- Zhu Lin –  Hwang Hye-youn: 21-8 / 21-15
- Petya Nedelcheva –  Jang Soo-young: w.o.
- Pi Hongyan –  Yip Pui Yin: 21-8 / 21-14
- Lu Lan –  Eriko Hirose: 15-21 / 21-19 / 21-17
- Xu Huaiwen –  Maria Kristin Yulianti: 21-10 / 21-8
- Jun Jae-youn –  Wang Chen: 21-17 / 21-16
- Zhu Lin –  Kanako Yonekura: 21-17 / 21-7
- Pi Hongyan –  Petya Nedelcheva: 21-16 / 21-12
- Lu Lan –  Xu Huaiwen: 21-17 / 21-9
- Zhu Lin –  Jun Jae-youn: 21-17 / 21-14
- Lu Lan –  Pi Hongyan: 21-16 / 21-14
- Zhu Lin –  Lu Lan: 21-11 / 21-16

## Herrendoppel

### Qualifikation
- Rizky Kurniawan /  Dhanu Utomo B. –  Putu Brian /  Surya Heepy: 24-22 / 21-15
- Nyoman /  Sudibyo Richard –  Akbar Fadli /  Hendra Lalu: 18-21 / 21-9 / 25-23
- Rizky Kurniawan /  Dhanu Utomo B. –  Mega Berlian Adhitya /  Rosi Sugiarto: w.o.
- Arif Rahman /  Kadek Sarjana –  Septian Dwi Cahaya /  Faizal Rahman: 21-11 / 21-14
- Erfin Mahardi /  Handri Gustian –  Angky /  Ferdinan Satrio: 21-15 / 21-18
- Muhammed Gusti Bayu /  Danan –  Pardi Husein /  Waldiman Jufri: 21-15 / 21-13
- Suprobo Bagus /  Allen Suteja –  Rihart Nove /  Ahmad Yusuf: 21-16 / 21-11
- Rizky Kurniawan /  Andhika Hardjanggi –  Riyo Arief /  Heru Setiawan: 21-7 / 21-12
- Unang Rahmat /  David Yedija Pohan –  Hendra Ivan /  Pramudya Suprapto: 21-15 / 21-11
- Trikusuma /  Setionugroho Hendra –  Felix Kinasal /  Dakka Yudha Sakthi: 21-17 / 21-15
- Saputra Hadi /  Ade Lukas –  Davin Prawissa /  Rio Suryana: 18-21 / 21-12 / 21-15
- Hadi Nugroho /  Setyo Widiharto –  Didik Aryanto /  Aulia Muhammad: 21-9 / 21-14
- Reony Mainaky /  Widi –  Willy Bahtiar /  Hendrik Hermawan: 21-10 / 21-12
- Rizky Kurniawan /  Andhika Hardjanggi –  Nyoman /  Sudibyo Richard: 21-10 / 21-17
- Arif Rahman /  Kadek Sarjana –  Erfin Mahardi /  Handri Gustian: 21-19 / 21-17
- Suprobo Bagus /  Allen Suteja –  Muhammed Gusti Bayu /  Danan: 21-12 / 21-17
- Unang Rahmat /  David Yedija Pohan –  Rizky Kurniawan /  Dhanu Utomo B.: 21-16 / 22-20
- Saputra Hadi /  Ade Lukas –  Yogya Hendra /  Trikusuma: 21-8 / 21-16
- Reony Mainaky /  Widi –  Hadi Nugroho /  Setyo Widiharto: 21-12 / 21-12

### Hauptrunde
- Yoga Ukikasah /  Yonathan Suryatama Dasuki –  Rizky Kurniawan /  Dhanu Utomo B.: w.o.
- Fang Chieh-min /  Lee Sheng-mu –  Arif Rahman /  Kadek Sarjana: 21-12 / 21-12
- Patapol Ngernsrisuk /  Sudket Prapakamol –  Shen Ye /  He Hanbin: 21-13 / 22-24 / 21-11
- Rony Agustinus /  Tri Kusharyanto –  Rupesh Kumar /  Sanave Thomas: 21-19 / 21-17
- Gong Weijie /  Zheng Bo –  Suprobo Bagus /  Allen Suteja: 21-18 / 21-10
- Hendra Gunawan /  Joko Riyadi –  Hu Chung-shien /  Tsai Chia-hsin: 21-19 / 21-18
- Fran Kurniawan /  Rendra Wijaya –  Albertus Susanto Njoto /  Yohan Hadikusumo Wiratama: 25-23 / 21-19
- Peerasak Wiriyaphadungphong /  Kovit Phisetsarasai –  Huỳnh Trí Thịnh /  Dương Bảo Đức: 21-9 / 21-16
- J. B. S. Vidyadhar /  Valiyaveetil Diju –  Fernando Kurniawan /  Subakti: 21-16 / 21-16
- Thomas Laybourn /  Lars Paaske –  I P Dimas /  Sri Hartoko: 21-12 / 21-12
- Jung Jae-sung /  Lee Yong-dae –  Chen Hung-ling /  Lin Yu-lang: 21-15 / 21-9
- Unang Rahmat /  David Yedija Pohan –  Denny Setiawan /  Gito Sugiarto: 21-12 / 21-12
- Songphon Anugritayawon /  Nuttaphon Narkthong –  Chen Chih-hao /  Hsieh Yu-hsing: 21-14 / 21-19
- Dharma Gunawi /  Jürgen Koch –  Mega Berlian Adhitya /  Rosi Sugiarto: 21-16 / 20-22 / 21-15
- Saputra Hadi /  Ade Lukas –  Keishi Kawaguchi /  Naoki Kawamae: 21-12 / 21-14
- Mohammad Ahsan /  Bona Septano –  Reony Mainaky /  Widi: 21-11 / 17-21 / 21-19
- Alvent Yulianto /  Luluk Hadiyanto –  Hwang Ji-man /  Jung Tae-keuk: 21-12 / 21-9
- Fang Chieh-min /  Lee Sheng-mu –  Yoga Ukikasah /  Yonathan Suryatama Dasuki: 21-17 / 19-21 / 22-20
- Keita Masuda /  Tadashi Ohtsuka –  Sandy I Komang /  Wifqi Windarto: 21-14 / 21-7
- Rony Agustinus /  Tri Kusharyanto –  Patapol Ngernsrisuk /  Sudket Prapakamol: 21-13 / 21-17
- Zakry Abdul Latif /  Gan Teik Chai –  A. Sahibul Wafa /  Yulistian: 21-19 / 21-17
- Gong Weijie /  Zheng Bo –  Hendra Gunawan /  Joko Riyadi: 21-18 / 21-19
- Tony Gunawan /  Candra Wijaya –  Pradana Andika /  Tedy: 21-12 / 21-10
- Fran Kurniawan /  Rendra Wijaya –  Peerasak Wiriyaphadungphong /  Kovit Phisetsarasai: 21-15 / 21-16
- Thomas Laybourn /  Lars Paaske –  J. B. S. Vidyadhar /  Valiyaveetil Diju: 21-10 / 21-11
- Flandy Limpele /  Sigit Budiarto –  Rian Sukmawan /  Eng Hian: 21-16 / 15-21 / 21-17
- Jung Jae-sung /  Lee Yong-dae –  Unang Rahmat /  David Yedija Pohan: 21-12 / 21-17
- Guo Zhendong /  Xie Zhongbo –  Adi Rahmat /  Albert Saputra: 21-16 / 21-12
- Songphon Anugritayawon /  Nuttaphon Narkthong –  Dharma Gunawi /  Jürgen Koch: 21-15 / 21-11
- Markis Kido /  Hendra Setiawan –  Dony /  Erda Sudiana: 21-16 / 21-11
- Saputra Hadi /  Ade Lukas –  Mohammad Ahsan /  Bona Septano: 14-21 / 21-16 / 21-10
- Lin Woon Fui /  Fairuzizuan Tazari –  Danny Bawa Chrisnanta /  Afiat Yuris Wirawan: 21-10 / 21-15
- Alvent Yulianto /  Luluk Hadiyanto –  Fang Chieh-min /  Lee Sheng-mu: 21-17 / 21-17
- Rony Agustinus /  Tri Kusharyanto –  Keita Masuda /  Tadashi Ohtsuka: 21-19 / 15-21 / 21-8
- Gong Weijie /  Zheng Bo –  Zakry Abdul Latif /  Gan Teik Chai: 21-17 / 21-17
- Tony Gunawan /  Candra Wijaya –  Fran Kurniawan /  Rendra Wijaya: 21-12 / 21-16
- Thomas Laybourn /  Lars Paaske –  Flandy Limpele /  Sigit Budiarto: 11-21 / 21-18 / 21-15
- Jung Jae-sung /  Lee Yong-dae –  Guo Zhendong /  Xie Zhongbo: 21-18 / 21-19
- Markis Kido /  Hendra Setiawan –  Songphon Anugritayawon /  Nuttaphon Narkthong: 21-17 / 21-16
- Lin Woon Fui /  Fairuzizuan Tazari –  Saputra Hadi /  Ade Lukas: 14-21 / 21-11 / 21-9
- Alvent Yulianto /  Luluk Hadiyanto –  Rony Agustinus /  Tri Kusharyanto: 21-11 / 21-17
- Tony Gunawan /  Candra Wijaya –  Gong Weijie /  Zheng Bo: 21-8 / 21-11
- Jung Jae-sung /  Lee Yong-dae –  Thomas Laybourn /  Lars Paaske: 21-12 / 21-14
- Markis Kido /  Hendra Setiawan –  Lin Woon Fui /  Fairuzizuan Tazari: 21-8 / 17-21 / 21-13
- Tony Gunawan /  Candra Wijaya –  Alvent Yulianto /  Luluk Hadiyanto: 21-14 / 21-16
- Markis Kido /  Hendra Setiawan –  Jung Jae-sung /  Lee Yong-dae: 23-21 / 17-21 / 21-16
- Tony Gunawan /  Candra Wijaya –  Markis Kido /  Hendra Setiawan: 21-11 / 21-16

## Damendoppel

### Qualifikation
- Jessica Dimas Lesmana /  Weny Setyawati –  Pai Hsiao-ma /  Yang Hui-ying: w.o.
- Debby Susanto /  Krishabella –  Saina Nehwal /  V. Ruth Misha: w.o.
- Dian Ayu Mayasari /  Dining –  Sayali Gokhale /  Aditi Mutatkar: w.o.
- Christal Mandagi /  Reni Hendarni Rossy –  Purwaningsih Putu /  Putu Rusmiati: 21-5 / 21-7
- Jessica Dimas Lesmana /  Weny Setyawati –  Elvina /  Yuni Kartika: 21-8 / 21-16
- Angeline de Pauw /  Mona Santoso –  Joy Kencana /  Kadek Sanmiarsih: w.o.
- Debby Susanto /  Krishabella –  Aurien Budiono /  Maya Oktavia: 21-7 / 21-14
- Lelyana Daisy /  Eny Widiowati –  Komala Dewi /  Della Destiara Haris: 21-15 / 21-16
- Dian Ayu Mayasari /  Dining –  Hadrianti Nuraeni /  Felicia Sanjaya: 21-12 / 21-8
- Feiran Mesawardani /  Tan Sandrawati Wijaya –  Cahyati Ratnaningtyas /  Rita Yuliana: 21-3 / 21-5
- Fitri Marsiam /  Luluk Maria Ulfa –  Sanny Cokroaminoto /  Gustiani Megawati: 21-16 / 21-12
- Christal Mandagi /  Reni Hendarni Rossy –  Jessica Dimas Lesmana /  Weny Setyawati: 21-15 / 21-18
- Angeline de Pauw /  Mona Santoso –  Debby Susanto /  Krishabella: 21-9 / 21-14
- Aan Dwi Cahyani /  Eny Widiowati –  Dian Ayu Mayasari /  Dining: 21-18 / 17-21 / 21-17
- Fitri Marsiam /  Luluk Maria Ulfa –  Feiran Mesawardani /  Tan Sandrawati Wijaya: 20-22 / 21-12 / 21-19

### Hauptrunde
- Yang Wei /  Zhang Jiewen –  Diana Dimova /  Petya Nedelcheva: 21-5 / 21-4
- Siti Mahiroh /  Richa Sari Pawestri –  Fiona McKee /  Charmaine Reid: 21-10 / 21-8
- Miyuki Maeda /  Satoko Suetsuna –  Soratja Chansrisukot /  Molthila Kitjanon: 21-12 / 21-12
- Meiliana Jauhari /  Purwati –  Chou Chia-chi /  Ku Pei-ting: 21-23 / 21-14 / 21-17
- Zhang Dan /  Zhao Tingting –  Saina Nehwal /  V. Ruth Misha: 21-5 / 21-7
- Fong Chew Yen /  Ooi Sock Ai –  Richi Puspita Dili /  Sukma Wijaya Devi: 17-21 / 21-19 / 22-20
- Jo Novita /  Greysia Polii –  Duanganong Aroonkesorn /  Kunchala Voravichitchaikul: 23-21 / 21-12
- Hwang Yu-mi /  Kim Min-jung –  Atu Rosalina /  Cynthia Tuwankotta: 21-6 / 21-11
- Lilly /  Shendy Puspa Irawati –  Christal Mandagi /  Reni Hendarni Rossy: 23-21 / 21-18
- Sathinee Chankrachangwong /  Saralee Thungthongkam –  Chang Yun-ju /  Cheng Hsiao-yun: 21-9 / 21-16
- Nitya Krishinda Maheswari /  Nadya Melati –  Mooi Hing Yau /  Phui Leng See: 21-14 / 21-16
- Angeline de Pauw /  Mona Santoso –  Pai Hsiao-ma /  Yang Hui-ying: 21-15 / 21-14
- Lelyana Daisy /  Eny Widiowati –  Sayali Gokhale /  Aditi Mutatkar: 21-11 / 21-10
- Zhang Yawen /  Wei Yili –  Lita Nurlita /  Natalia Poluakan: 21-14 / 21-16
- Endang Nursugianti /  Rani Mundiasti –  Aki Akao /  Tomomi Matsuda: 21-15 / 21-18
- Lee Hyo-jung /  Lee Kyung-won –  Fitri Marsiam /  Luluk Maria Ulfa: 21-13 / 21-9
- Yang Wei /  Zhang Jiewen –  Siti Mahiroh /  Richa Sari Pawestri: 21-9 / 21-4
- Miyuki Maeda /  Satoko Suetsuna –  Meiliana Jauhari /  Purwati: 21-16 / 21-14
- Zhang Dan /  Zhao Tingting –  Fong Chew Yen /  Ooi Sock Ai: 21-8 / 21-5
- Jo Novita /  Greysia Polii –  Hwang Yu-mi /  Kim Min-jung: 21-18 / 21-12
- Sathinee Chankrachangwong /  Saralee Thungthongkam –  Lilly /  Shendy Puspa Irawati: 21-11 / 21-16
- Nitya Krishinda Maheswari /  Nadya Melati –  Angeline de Pauw /  Mona Santoso: 19-21 / 21-13 / 21-16
- Zhang Yawen /  Wei Yili –  Lelyana Daisy /  Eny Widiowati: w.o.
- Lee Hyo-jung /  Lee Kyung-won –  Endang Nursugianti /  Rani Mundiasti: 21-15 / 21-10
- Yang Wei /  Zhang Jiewen –  Miyuki Maeda /  Satoko Suetsuna: 21-17 / 24-22
- Zhang Dan /  Zhao Tingting –  Jo Novita /  Greysia Polii: 21-17 / 14-21 / 21-13
- Sathinee Chankrachangwong /  Saralee Thungthongkam –  Nitya Krishinda Maheswari /  Nadya Melati: 21-15 / 21-8
- Zhang Yawen /  Wei Yili –  Lee Hyo-jung /  Lee Kyung-won: 21-16 / 17-21 / 21-16
- Yang Wei /  Zhang Jiewen –  Zhang Dan /  Zhao Tingting: 21-15 / 21-9
- Zhang Yawen /  Wei Yili –  Sathinee Chankrachangwong /  Saralee Thungthongkam: 21-15 / 21-8
- Zhang Yawen /  Wei Yili –  Yang Wei /  Zhang Jiewen: 21-13 / 21-13

## Mixed
- Nova Widianto /  Liliyana Natsir –  Lars Paaske /  Helle Nielsen: 21-13 / 22-20
- Tri Kusharyanto /  Minarti Timur –  Valiyaveetil Diju /  Jwala Gutta: 18-21 / 21-15 / 21-17
- Zheng Bo /  Zhao Tingting –  Nuttaphon Narkthong /  Duanganong Aroonkesorn: 21-17 / 21-10
- Muhammad Rizal /  Greysia Polii –  Naoki Kawamae /  Satoko Suetsuna: 21-10 / 21-15
- Lee Jae-jin /  Lee Hyo-jung –  Gan Teik Chai /  Fong Chew Yen: 21-12 / 21-16
- Lingga Lie /  Yulianti CJ –  Keishi Kawaguchi /  Aki Akao: 21-18 / 21-16
- Songphon Anugritayawon /  Kunchala Voravichitchaikul –  Hu Chung-shien /  Chang Yun-ju: 21-12 / 15-21 / 21-7
- Gito Sugiarto /  Richa Sari Pawestri –  Unang Rahmat /  Angeline de Pauw: 12-21 / 23-21 / 21-16
- Ade Lukas /  Jane David –  Jean-Michel Lefort /  Weny Rasidi: 14-21 / 21-19 / 21-17
- He Hanbin /  Zhang Dan –  Robert Mateusiak /  Nadieżda Zięba: 21-12 / 21-15
- Lee Yong-dae /  Hwang Yu-mi –  Bambang Suprianto /  Lelyana Daisy Chandra: 21-9 / 21-17
- Sudket Prapakamol /  Saralee Thungthongkam –  Candra Wijaya /  Tan Sandrawati Wijaya: 23-21 / 21-17
- Anggun Nugroho /  Vita Marissa –  Hwang Ji-man /  Ha Jung-eun: 21-9 / 21-15
- Chen Hung-ling /  Chou Chia-chi –  Devin Lahardi Fitriawan /  Tetty Yunita: 21-19 / 13-21 / 21-16
- Keita Masuda /  Tomomi Matsuda –  Viki Indra Okvana /  Sukma Wijaya Devi: 21-13 / 21-11
- Xie Zhongbo /  Zhang Yawen –  Ahmad Yusuf /  Lidyawati: 21-7 / 21-11
- Nova Widianto /  Liliyana Natsir –  Tri Kusharyanto /  Minarti Timur: 21-19 / 21-13
- Zheng Bo /  Zhao Tingting –  Muhammad Rizal /  Greysia Polii: 21-16 / 21-14
- Lee Jae-jin /  Lee Hyo-jung –  Lingga Lie /  Yulianti CJ: 21-18 / 21-17
- Songphon Anugritayawon /  Kunchala Voravichitchaikul –  Gito Sugiarto /  Richa Sari Pawestri: 21-13 / 21-18
- He Hanbin /  Zhang Dan –  Ade Lukas /  Jane David: 25-23 / 21-18
- Sudket Prapakamol /  Saralee Thungthongkam –  Lee Yong-dae /  Hwang Yu-mi: 21-17 / 21-19
- Chen Hung-ling /  Chou Chia-chi –  Anggun Nugroho /  Vita Marissa: 21-17 / 21-19
- Xie Zhongbo /  Zhang Yawen –  Keita Masuda /  Tomomi Matsuda: 21-9 / 21-10
- Nova Widianto /  Liliyana Natsir –  Zheng Bo /  Zhao Tingting: 22-20 / 29-27
- Lee Jae-jin /  Lee Hyo-jung –  Songphon Anugritayawon /  Kunchala Voravichitchaikul: 21-16 / 21-18
- Sudket Prapakamol /  Saralee Thungthongkam –  He Hanbin /  Zhang Dan: 19-21 / 21-19 / 21-12
- Xie Zhongbo /  Zhang Yawen –  Chen Hung-ling /  Chou Chia-chi: 21-16 / 21-13
- Nova Widianto /  Liliyana Natsir –  Lee Jae-jin /  Lee Hyo-jung: 21-11 / 21-16
- Xie Zhongbo /  Zhang Yawen –  Sudket Prapakamol /  Saralee Thungthongkam: 22-20 / 21-12
- Xie Zhongbo /  Zhang Yawen –  Nova Widianto /  Liliyana Natsir: 21-19 / 21-15